# 夢の島 ファイナル
『夢の島 ファイナル』は、HOUND DOGによるライブ・ビデオ。1999年8月28日に静岡県のATAMI PORT SIDE AREAで開催されたコンサートを収録。

## 収録曲
1. でっかい太陽～Jump Jump Jump
  - アルバム未収録。シングルのみ
2. Outsider
  - 『LOVE』収録
3. ナイト・トレイン
  - 『STAND PLAY』収録
4. ROUTE 24
  - 『VOICE』収録
5. BRIDGE～あの橋をわたるとき～
  - 『BRIDGE』収録
6. 狼と踊れ
  - オリジナルバージョンは『DREAMER』収録
  - 『Lucky Star』収録の新アレンジで演奏された
7. Punky Girl
  - 『Roll Over』収録
8. SONGS
  - コンサート実施時点ではアルバム未収録
  - 『OMEGA』（2005年）収録
9. "J"のバラード
  - 『BRASH BOY』収録
10. POWER TO THE PEOPLE
  - 『BRIDGE』収録
11. 貧乏神の警告～Emergency～
  - 『RIVER』収録
12. ラスト・ヒーロー
  - 『BRASH BOY』収録
13. Last Night Last Time
  - 『Welcome to The Rock'n Roll Show』収録
14. ROAD
  - 『BE QUIET』収録
15. Dog Days
  - 『GOLD』収録

## ミュージシャン
- 大友康平：リードボーカル
- 八島順一：ギター
- 西山毅：ギター
- 蓑輪単志：キーボード
- 鮫島秀樹：ベース
- 橋本章司：ドラム